# Heiligengrabe
Heiligengrabe är en kommun och ort i Tyskland, belägen i Landkreis Ostprignitz-Ruppin i förbundslandet Brandenburg.  Orten ligger 110 km nordväst om Berlin och 125 km söder om Rostock, nära gränsen mellan Brandenburg och Mecklenburg-Vorpommern. Kommunen har sina nuvarande gränser sedan 2004 efter en rad kommunsammanslagningar.
Orten Heiligengrabe är känd för sitt nunnekloster, Kloster Stift zum Heiligengrabe, som ursprungligen tillhörde cistercienserorden. Idag är klostret det mest välbevarade medeltida klostret i Brandenburg, och är sedan 1996 åter i begränsad omfattning ett bebott nunnekloster.

## Geografi

### Administrativ indelning
Kommunen är en självadministrerande landsortskommun (Gemeinde).  Följande byar utgör kommundelar inom kommunen och alla var självständiga kommuner innan 2003/2004:
Blandikow (2003), Blesendorf (2003), Blumenthal (2003), Grabow bei Blumenthal (2003), Herzsprung (2004), Jabel (2003), Königsberg in der Prignitz (2004), Liebenthal (2003), Maulbeerwalde (2003), Papenbruch (2003), Rosenwinkel (2003), Wernikow (2003) och Zaatzke (2003).

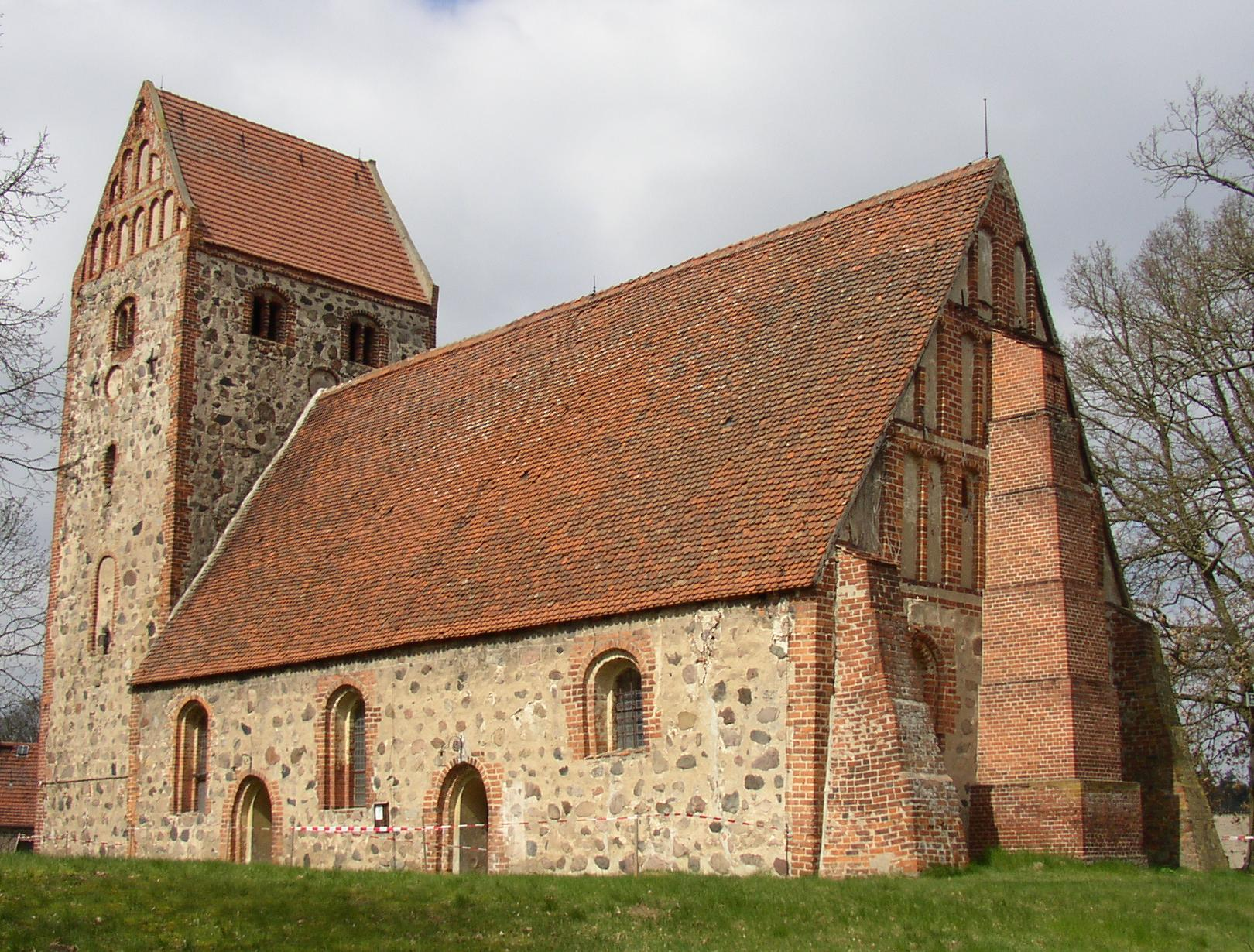
Königsbergs kyrka

## Kommunikationer
Motorvägen A24 mellan Berlin och Hamburg passerar strax öster om staden.
Kommunen har två järnvägsstationer på regionaljärnvägen Prignitzexpressen, Heiligengrabe och Liebenthal, med trafik i riktning mot Berlin och Wittenberge, samt två stationer på regionaljärnvägen Meyenburg-Neustadt (Dosse), stationerna Rosenwinkel och Blumenthal.

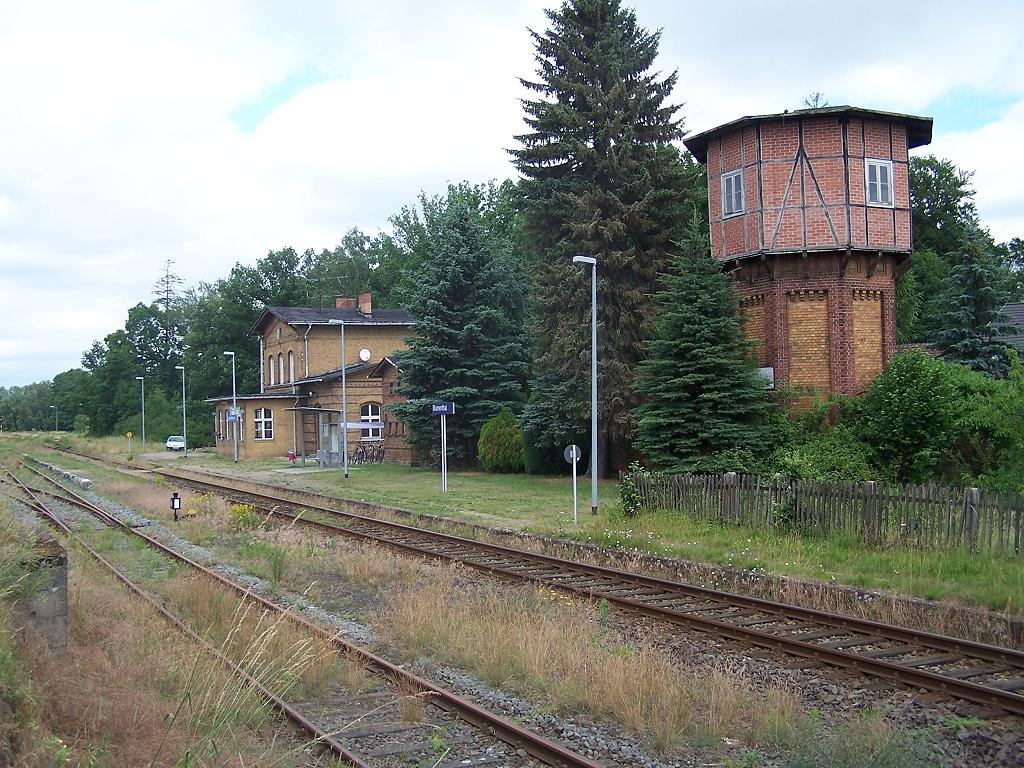
Blumenthals station